# Liste der Mitglieder des Landtages von Sachsen-Anhalt (8. Wahlperiode)
Diese Liste gibt einen Überblick über alle Mitglieder des Landtages von Sachsen-Anhalt in der 8. Wahlperiode (2021 bis 2026).
Der 8. Landtag wurde am 6. Juni 2021 gewählt.

## Präsidium
- Präsident: Gunnar Schellenberger (CDU)
- Vizepräsidenten:
  - Anne-Marie Keding (CDU)
  - N.N. (AfD)
  - Wulf Gallert (Die Linke)

## Zusammensetzung
Seit der Landtagswahl am 6. Juni 2021 gab es folgende Veränderung im Landtag:
- Linke: 11
- Grüne: 6
- SPD: 9
- CDU: 40
- FDP: 7
- AfD: 23
- Sonst.: 1

| Fraktion              | Beginn der Legislaturperiode | Stand | Zugänge               | Abgänge                  | Saldo |
| --------------------- | ---------------------------- | ----- | --------------------- | ------------------------ | ----- |
| CDU                   | 40                           | 40    |                       |                          | ± 0   |
| AfD                   | 23                           | 22    | Mertens, Knispel, Roi | Loth, Roi, Korell        | ± 0   |
| Die Linke             | 12                           | 11    | Heiß                  | Buchheim, Quade          | – 1   |
| SPD                   | 9                            | 9     | Hövelmann, Pasbrig    | Willingmann, Grimm-Benne | ± 0   |
| FDP                   | 7                            | 7     | Gludau                | Hauser †                 | ± 0   |
| Bündnis 90/Die Grünen | 6                            | 6     |                       |                          | ± 0   |
| fraktionslos          | 0                            | 2     | Quade, Roi            |                          | + 2   |

## Fraktionsvorstände
| Fraktion              | Vorsitzende                                                                 | Stellvertretende Vorsitzende                                                                                | Parlamentarische Geschäftsführer                               |
| --------------------- | --------------------------------------------------------------------------- | --- | -------------------------------------------------------------- |
| CDU                   | Siegfried Borgwardt (bis August 2022) Guido Heuer (ab August 2022)          | Frank Bommersbach Sandra Hietel-Heuer                                                                       | Markus Kurze                                                   |
| AfD                   | Oliver Kirchner Ulrich Siegmund (ab August 2022)                            | Gordon Köhler Ulrich Siegmund (bis August 2022) Matthias Büttner (ab August 2022) Hans-Thomas Tillschneider | Tobias Rausch                                                  |
| Die Linke             | Eva von Angern                                                              | Christina Buchheim (bis 10. Juli 2023) Thomas Lippmann Monika Hohmann (ab 5. September 2023)                | Stefan Gebhardt                                                |
| SPD                   | Katja Pähle                                                                 | Falko Grube (seit September 2021)                                                                           | Rüdiger Erben                                                  |
| FDP                   | Lydia Hüskens (bis September 2021) Andreas Silbersack (seit September 2021) | Andreas Silbersack (bis September 2021) Jörg Bernstein (seit September 2021)                                | Guido Kosmehl                                                  |
| Bündnis 90/Die Grünen | Cornelia Lüddemann                                                          | | Sebastian Striegel (bis Mai 2023) Olaf Meister (seit Mai 2023) |

## Abgeordnete
| Foto | Mitglied des Landtages    | geb. | Fraktion     | Landtagswahlkreis            | Erststimmen in % | Bemerkungen |
| --- | ------------------------- | ---- | ------------ | ---------------------------- | ---------------- | --- |
| | Christian Albrecht        | 1982 | CDU          | 35 Halle I                   | 31,4             | Stellvertretender Vorsitzender des Ausschusses für Recht, Verfassung und Verbraucherschutz                                                                                        |
| | Wolfgang Aldag            | 1968 | GRÜNE        | Landesliste                  |                  | |
| Nicole Anger, deutsche Politikerin (Die Linke), Mitglied des Landtages von Sachsen-Anhalt seit der 8. Legislaturperiode | Nicole Anger              | 1976 | LINKE        | Landesliste                  |                  | |
| | Eva von Angern            | 1976 | LINKE        | Landesliste                  |                  | Fraktionsvorsitzende |
| | René Barthel              | 1982 | CDU          | 30 Eisleben                  | 32,3             | |
| | Jörg Bernstein            | 1966 | FDP          | Landesliste                  |                  | |
| | Frank Bommersbach         | 1963 | CDU          | 34 Bad Dürrenberg-Saalekreis | 34,7             | |
| | Carsten Borchert          | 1962 | CDU          | 1 Salzwedel                  | 36,4             | |
| | Siegfried Borgwardt       | 1957 | CDU          | 25 Jessen                    | 39,2             | Fraktionsvorsitzender (bis August 2022) |
| | Matthias Büttner          | 1983 | AfD          | Landesliste                  |                  | Kandidierte für das Amt des Vizepräsidenten, wurde jedoch in der konstituierenden Sitzung am 6. Juli 2021 nicht gewählt. stellvertretender Fraktionsvorsitzender (ab August 2022) |
| | Matthias Büttner          | 1990 | AfD          | Landesliste                  |                  | War bis 26. Oktober 2021 auch Mitglied des 19. Deutschen Bundestages. |
| | Sven Czekalla             | 1983 | CDU          | 33 Merseburg                 | 41,2             | |
| | Kerstin Eisenreich        | 1969 | LINKE        | Landesliste                  |                  | |
| | Rüdiger Erben             | 1967 | SPD          | Landesliste                  |                  | |
| | Olaf Feuerborn            | 1961 | CDU          | 22 Köthen                    | 37,4             | |
| | Eva Feußner               | 1963 | CDU          | 32 Querfurt                  | 34,8             | Ministerin (ab September 2021) |
| | Dorothea Frederking       | 1964 | GRÜNE        | Landesliste                  |                  | |
| | Wulf Gallert              | 1963 | LINKE        | Landesliste                  |                  | Vizepräsident des Landtages |
| | Stefan Gebhardt           | 1974 | LINKE        | Landesliste                  |                  | Parlamentarischer Geschäftsführer |
| | Katrin Gensecke           | 1972 | SPD          | Landesliste                  |                  | |
| | Maximilian Gludau         | 1998 | FDP          | Landesliste                  |                  | am 1. August 2023 nachgerückt für Johann Hauser |
| | Kerstin Godenrath         | 1979 | CDU          | 37 Halle III                 | 23,0             | |
| | Angela Gorr               | 1957 | CDU          | 16 Wernigerode               | 30,4             | |
| | Falko Grube               | 1977 | SPD          | Landesliste                  |                  | |
| | Detlef Gürth              | 1962 | CDU          | 18 Aschersleben              | 33,8             | Alterspräsident |
| | Reiner Haseloff           | 1954 | CDU          | 24 Wittenberg                | 53,9             | Ministerpräsident |
| | Christian Hecht           | 1971 | AfD          | Landesliste                  |                  | Vorgeschlagen für das Amt des Vizepräsidenten des Landtages. Wahlvorschlag wurde während des Plenums im November 2021 zurückgezogen.                                              |
| | Kristin Heiß              | 1983 | LINKE        | Landesliste                  |                  | am 31. Juli 2023 nachgerückt für Christina Buchheim |
| | Andreas Henke             | 1962 | LINKE        | Landesliste                  |                  | |
| | Guido Henke               | 1964 | LINKE        | Landesliste                  |                  | |
| | Guido Heuer               | 1966 | CDU          | 9 Oschersleben-Wanzleben     | 32,8             | Fraktionsvorsitzender (seit August 2022) |
| | Sandra Hietel-Heuer       | 1981 | CDU          | 2 Gardelegen-Klötze          | 36,3             | bis 3. Juni 2022 mit dem Namen Sandra Hietel |
| | Monika Hohmann            | 1959 | LINKE        | Landesliste                  |                  | |
| | Holger Hövelmann          | 1967 | SPD          | Landesliste                  |                  | am 8. Oktober 2021 nachgerückt für Armin Willingmann |
| | Lydia Maria Hüskens       | 1964 | FDP          | Landesliste                  |                  | Fraktionsvorsitzende (bis September 2021) Ministerin (ab September 2021) |
| | Anne-Marie Keding         | 1966 | CDU          | 12 Magdeburg III             | 32,6             | Vizepräsidentin des Landtages |
| | Thomas Keindorf           | 1958 | CDU          | 38 Halle IV                  | 38,5             | |
| | Oliver Kirchner           | 1966 | AfD          | Landesliste                  |                  | Co-Fraktionsvorsitzender |
| | Juliane Kleemann          | 1970 | SPD          | Landesliste                  |                  | |
| | Mathias Knispel           | 1982 | AfD          | Landesliste                  |                  | am 2. April 2025 nachgerückt für Thomas Korell |
| | Gordon Köhler             | 1987 | AfD          | Landesliste                  |                  | |
| | Hagen Kohl                | 1969 | AfD          | Landesliste                  |                  | Kandidierte für das Amt des Vizepräsidenten des Landtages, wurde am 14. Oktober 2021 in zwei Wahlgängen nicht gewählt.                                                            |
| | Nadine Koppehel           | 1977 | AfD          | Landesliste                  |                  | |
| | Guido Kosmehl             | 1975 | FDP          | Landesliste                  |                  | |
| | Xenia Kühn                | 1981 | CDU          | 4 Stendal                    | 29,7             | bis 1. November 2023 mit dem Namen Xenia Schüßler |
| | Dietmar Krause            | 1960 | CDU          | 23 Zerbst                    | 36,5             | |
| | Thomas Krüger             | 1962 | CDU          | 14 Halberstadt               | 30,4             | |
| | Tobias Krull              | 1977 | CDU          | 11 Magdeburg II              | 28,1             | |
| | Markus Kurze              | 1970 | CDU          | 6 Burg                       | 38,5             | |
| | Hendrik Lange             | 1977 | LINKE        | Landesliste                  |                  | |
| | Matthias Lieschke         | 1970 | AfD          | Landesliste                  |                  | Wurde zunächst für das Amt des Vizepräsidenten vorgeschlagen. Wahlvorschlag wurde aber zurückgezogen                                                                              |
| | Thomas Lippmann           | 1961 | LINKE        | Landesliste                  |                  | stellvertretender Fraktionsvorsitzender |
| | Frank Lizureck            | 1960 | AfD          | Landesliste                  |                  | |
| | Cornelia Lüddemann        | 1968 | GRÜNE        | Landesliste                  |                  | Fraktionsvorsitzende |
| | Olaf Meister              | 1971 | GRÜNE        | Landesliste                  |                  | |
| | Christian Mertens         | 1991 | AfD          | Landesliste                  |                  | am 5. September 2023 nachgerückt für Hannes Loth |
| | Jan Moldenhauer           | 1980 | AfD          | Landesliste                  |                  | Stellvertretender Vorsitzender des Ausschusses für Wissenschaft, Energie, Klimaschutz und Umwelt                                                                                  |
| | Katja Pähle               | 1977 | SPD          | Landesliste                  |                  | Fraktionsvorsitzende |
| | Elrid Pasbrig             | 1974 | SPD          | Landesliste                  |                  | am 6. Oktober 2021 nachgerückt für Petra Grimm-Benne |
| | Konstantin Pott           | 1997 | FDP          | Landesliste                  |                  | |
| | Henriette Quade           | 1984 | fraktionslos | Landesliste                  |                  | gewählt für Die Linke; Partei- und Fraktionsaustritt am 21. Oktober 2024 |
| | Alexander Räuscher        | 1970 | CDU          | 15 Blankenburg               | 33,6             | |
| | Daniel Rausch             | 1963 | AfD          | Landesliste                  |                  | |
| | Tobias Rausch             | 1990 | AfD          | Landesliste                  |                  | |
| | Matthias Redlich          | 1982 | CDU          | 31 Sangerhausen              | 35,0             | |
| | Heide Richter-Airijoki    | 1955 | SPD          | Landesliste                  |                  | |
| | Daniel Roi                | 1987 | AfD          | Landesliste                  |                  | vom 19. Dezember 2024 bis zum 27. Mai 2025 fraktionslos |
| | Sven Rosomkiewicz         | 1986 | CDU          | 19 Staßfurt                  | 32,7             | |
| | Stefan Ruland             | 1980 | CDU          | 21 Bernburg                  | 34,7             | |
| | Jan Scharfenort           | 1972 | AfD          | Landesliste                  |                  | |
| | Michael Scheffler         | 1973 | CDU          | 29 Saalekreis                | 35,2             | |
| | Gunnar Schellenberger     | 1960 | CDU          | 20 Schönebeck                | 34,5             | Präsident des Landtages |
| | Andreas Schmidt           | 1970 | SPD          | Landesliste                  |                  | |
| | Anja Schneider            | 1968 | CDU          | 26 Dessau-Roßlau             | 37,1             | |
| | Florian Schröder          | 1975 | AfD          | Landesliste                  |                  | |
| | Chris Schulenburg         | 1980 | CDU          | 3 Havelberg-Osterburg        | 26,7             | |
| | Andreas Schumann          | 1964 | CDU          | 13 Magdeburg IV              | 33,2             | |
| | Ulrich Siegmund           | 1990 | AfD          | Landesliste                  |                  | Co-Fraktionsvorsitzender (seit August 2022) |
| | Andreas Silbersack        | 1967 | FDP          | Landesliste                  |                  | Fraktionsvorsitzender (ab September 2021) |
| | Elke Simon-Kuch           | 1970 | CDU          | 39 Weißenfels                | 27,7             | |
| | Holger Stahlknecht        | 1964 | CDU          | 8 Wolmirstedt                | 40,4             | |
| | Thomas Staudt             | 1974 | CDU          | 5 Genthin                    | 31,3             | |
| | Stephen Gerhard Stehli    | 1961 | CDU          | 10 Magdeburg I               | 29,2             | |
| | Sebastian Striegel        | 1981 | GRÜNE        | Landesliste                  |                  | Parteivorsitzender |
| | Daniel Sturm              | 1977 | CDU          | 40 Naumburg                  | 42,1             | |
| | Susan Sziborra-Seidlitz   | 1977 | GRÜNE        | Landesliste                  |                  | Parteivorsitzende |
| | Kathrin Tarricone         | 1965 | FDP          | Landesliste                  |                  | Vorsitzende des Ausschusses für Wissenschaft, Energie, Klimaschutz und Umwelt |
| | Tim Teßmann               | 1989 | CDU          | 7 Haldensleben               | 37,0             | |
| | Ulrich Thomas             | 1968 | CDU          | 17 Quedlinburg               | 33,4             | |
| | Hans-Thomas Tillschneider | 1978 | AfD          | Landesliste                  |                  | Vorsitzender des Ausschusses für Recht, Verfassung und Verbraucherschutz |
| | Karin Tschernich-Weiske   | 1973 | CDU          | 27 Dessau-Roßlau-Wittenberg  | 35,6             | |
| | Marco Tullner             | 1968 | CDU          | 36 Halle II                  | 27,0             | Minister (bis September 2021) |
| | Lothar Waehler            | 1959 | AfD          | 41 Zeitz                     | 27,1             | |
| | Daniel Wald               | 1982 | AfD          | Landesliste                  |                  | |
| | Margret Wendt             | 1955 | AfD          | Landesliste                  |                  | |
| | Felix Zietmann            | 1990 | AfD          | Landesliste                  |                  | |
| | Lars-Jörn Zimmer          | 1970 | CDU          | 28 Bitterfeld-Wolfen         | 35,3             | |

## Ausgeschiedene Abgeordnete
| Foto | Mitglied des Landtages | geb. | Fraktion | Landtagswahlkreis | Erststimmen in % | Bemerkungen |
| ---- | ---------------------- | ---- | -------- | ----------------- | ---------------- | --- |
|      | Christina Buchheim     | 1970 | LINKE    | Landesliste       |                  | Nach Amtsantritt als Bürgermeisterin von Köthen (Anhalt) am 10. Juli 2023 ausgeschieden; Nachrückerin Kristin Heiß                                                    |
|      | Petra Grimm-Benne      | 1962 | SPD      | Landesliste       |                  | Ministerin; Nach Ernennung zur Ministerin Erklärung des Mandatsverzichts am 28. September 2021, wirksam mit Ablauf des 30. September 2021; Nachrückerin Elrid Pasbrig |
|      | Johann Hauser          | 1953 | FDP      | Landesliste       |                  | am 17. Juli 2023 verstorben; Nachrücker Maximilian Gludau |
|      | Thomas Korell          | 1983 | AfD      | Landesliste       |                  | Nach Wahl in den Bundestag am 1. April 2025 ausgeschieden; Nachrücker Mathias Knispel                                                                                 |
|      | Hannes Loth            | 1981 | AfD      | Landesliste       |                  | Nach Amtsantritt als Bürgermeister von Raguhn-Jeßnitz am 4. September 2023 ausgeschieden; Nachrücker Christian Mertens                                                |
|      | Armin Willingmann      | 1963 | SPD      | Landesliste       |                  | Minister; Nach Ernennung zum Minister Erklärung des Mandatsverzichts am 28. September 2021, wirksam mit Ablauf des 30. September 2021; Nachrücker Holger Hövelmann    |